# لارس-اریک وولبراندت
لارس-اریک وولبراندت (انگلیسی: Lars-Erik Wolfbrandt؛ ۸ دسامبر ۱۹۲۸ – ۲۳ مارس ۱۹۹۱ (aged 62)) ورزشکار دو و میدانی اهل سوئد بود.
وی در مسابقات کشوری و بین‌المللی در مجموع برندهٔ ۳ مدال برنز شده‌است.